# Wes Craven's New Nightmare
Wes Craven's New Nightmare (prt: O Novo Pesadelo de Freddy Krueger; bra: O Novo Pesadelo - O Retorno de Freddy Krueger) é o sétimo filme da longa série A Nightmare on Elm Street. Foi lançado em 1994 e conta com o retorno da atriz Heather Langenkamp e Wes Craven no roteiro e na direção do filme.

## Sinopse
Realidade e fantasia se misturam em formas inquietantes neste episódio da série de horror, que reúne o diretor Wes Craven e os atores Heather Langenkamp e Robert Englund interpretando eles mesmos. Heather considera fazer um outro filme com Craven e seu filho Dylan cai, então, sob o feitiço do vilão icônico Freddy Krueger agora com uma aparência mais realista e demoníaca, fruto de ter se transportado para a realidade, aparecendo inclusive para o ator que o interpretou originalmente. Eventualmente, Langenkamp deve enfrentar o espírito demoníaco de Freddy para salvação da alma de seu filho Dylan.

## Elenco
- Heather Langenkamp como Ela Mesma/ Nancy Thompson
- Robert Englund como  Ele Mesmo/ Freddy Krueger
- Miko Hughes como Dylan Porter
- David Newsom como Chase Porter
- John Saxon como Ele Mesmo/ Donald Thompson
- Tracy Middendorf como Julie
- Fran Bennett como Dra. Heffner
- Wes Craven como Ele Mesmo